# لنفید
لنفید (به انگلیسی: Llannefydd) یک منطقهٔ مسکونی در بریتانیا است که در شهرستان مستقل کانوی واقع شده‌است. لنفید ۵۹۰ نفر جمعیت دارد.